# Халоефект
Халоeфектът (ефектът на ореола) е тенденцията на оценителя да оценява високо даден човек по много черти поради убеждението, че оценяваният има силно развита една черта: оценяваната черта, изглежда разпростира влиянието си върху останалите. Хало-ефектът за първи път емпирично е доказан от Едуард Торндайк.
Халоефектът е пагубен за системите за оценка, защото маскира присъствието на индивидуална дисперсия в различните скали за оценка. Съществуват различни предложения за справяне с него като например оценяването на всички хора само по една черта, преди да се продължи към следващата, вариране на „котвата“ на скалата, подбиране на оценители с еднакви познания и интензивното им обучение. Последната техника изглежда най-ефективен и често използван подход за контрирането на този ефект.
Тясно свързан с халоефекта е „ефектът на дявола“, където оценителят оценява даден човек ниско по много черти поради убеждението, че той не притежава определена черта, приемана за критична. Хало-(или дяволският) ефект обикновено се увеличава до степента, до която оценяваната черта е смътна, трудна за измерване или се разглежда като съставна част от друга оценявана черта.